# Gawrił Genowo
Gawrił Genowo (bułg. Гаврил Геново) – wieś w Bułgarii, w obwodzie Montana, w gminie Georgi Damjanowo. Według Ujednoliconego Systemu Ewidencji Ludności oraz Usług Administracyjnych dla Ludności, miejscowość zamieszkuje 278 mieszkańców.